# Сантьяго-де-лос-Трейнта-Кабальєрос
Сантьяго-де-лос-Кабальєрос або Сантьяго-де-лос-Трейнта-Кабальєрос або просто Сантьяго (ісп. Santiago de los Caballeros, ісп. Santiago de los Treinta Caballeros) — місто у Домініканській Республіці, адміністративний центр провінції Сантьяго.
Населення — 535 362 жителів (2007), агломерації — понад 1 млн. Є другим за числом населення містом країни.

## Історія
Місто було засновано 1494 року на річці Яке-дель-Норте. Є одним із перших поселень іспанців не на морському узбережжі. Первинно населений пункт називався Хакагуа, але був зруйнований землетрусом 1506 року. 1562 місту завдав шкоди інший землетрус.

## Економіка
Основу економіки складають підприємства харчової та хімічної промисловості, у провінції — сільське господарство (вирощування тютюну, кави, какао, рису, тваринництво).
Сантьяго-де-лос-Кабальєрос — великий транспортний (автомобільний і залізничний) вузол. З часу освоєння іспанцями там збереглись палаци, собори, музеї, форт Сан-Луїс, що становлять туристичний інтерес.
У місті планується будівництво метрополітену.

## Зображення

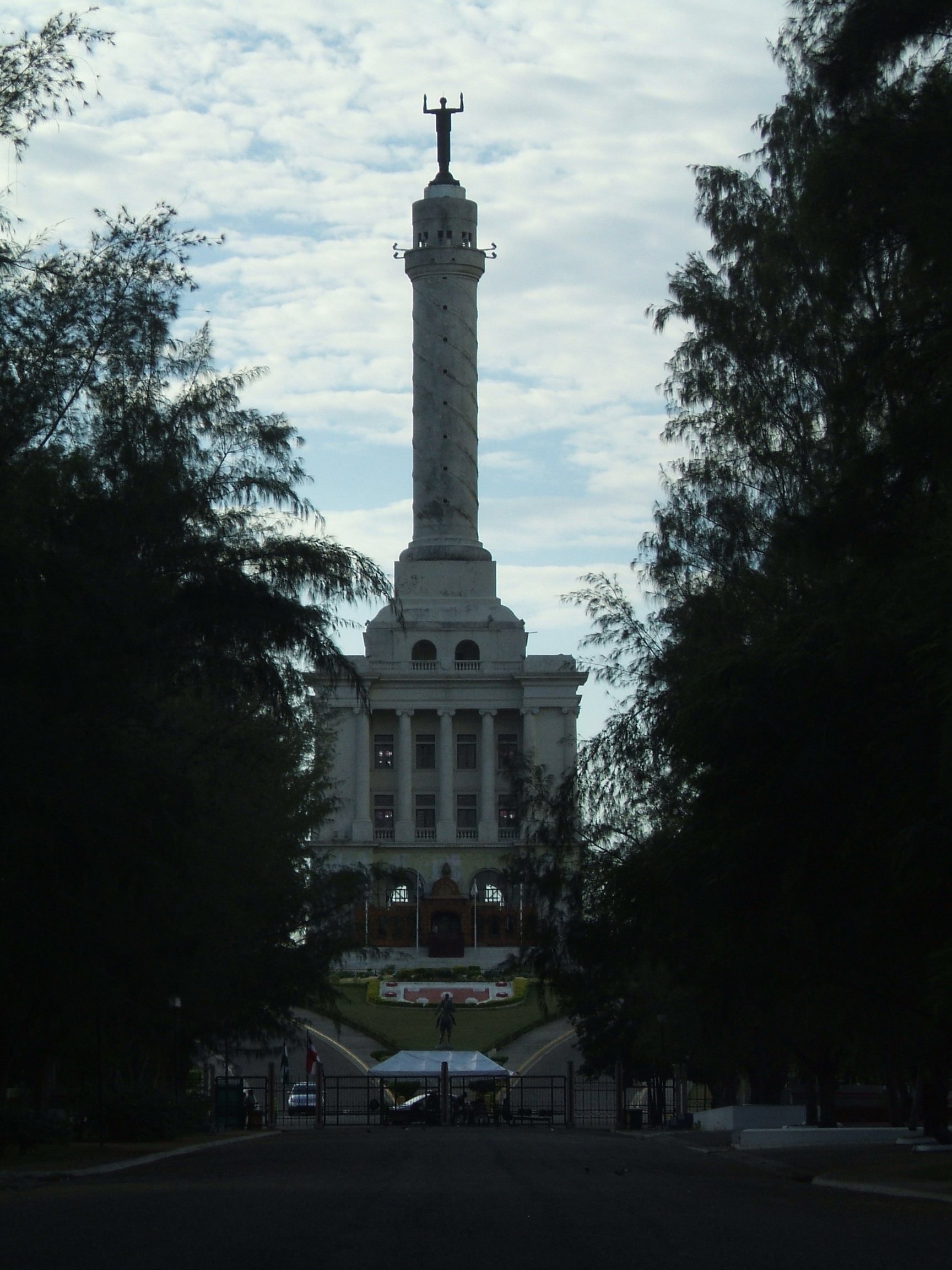
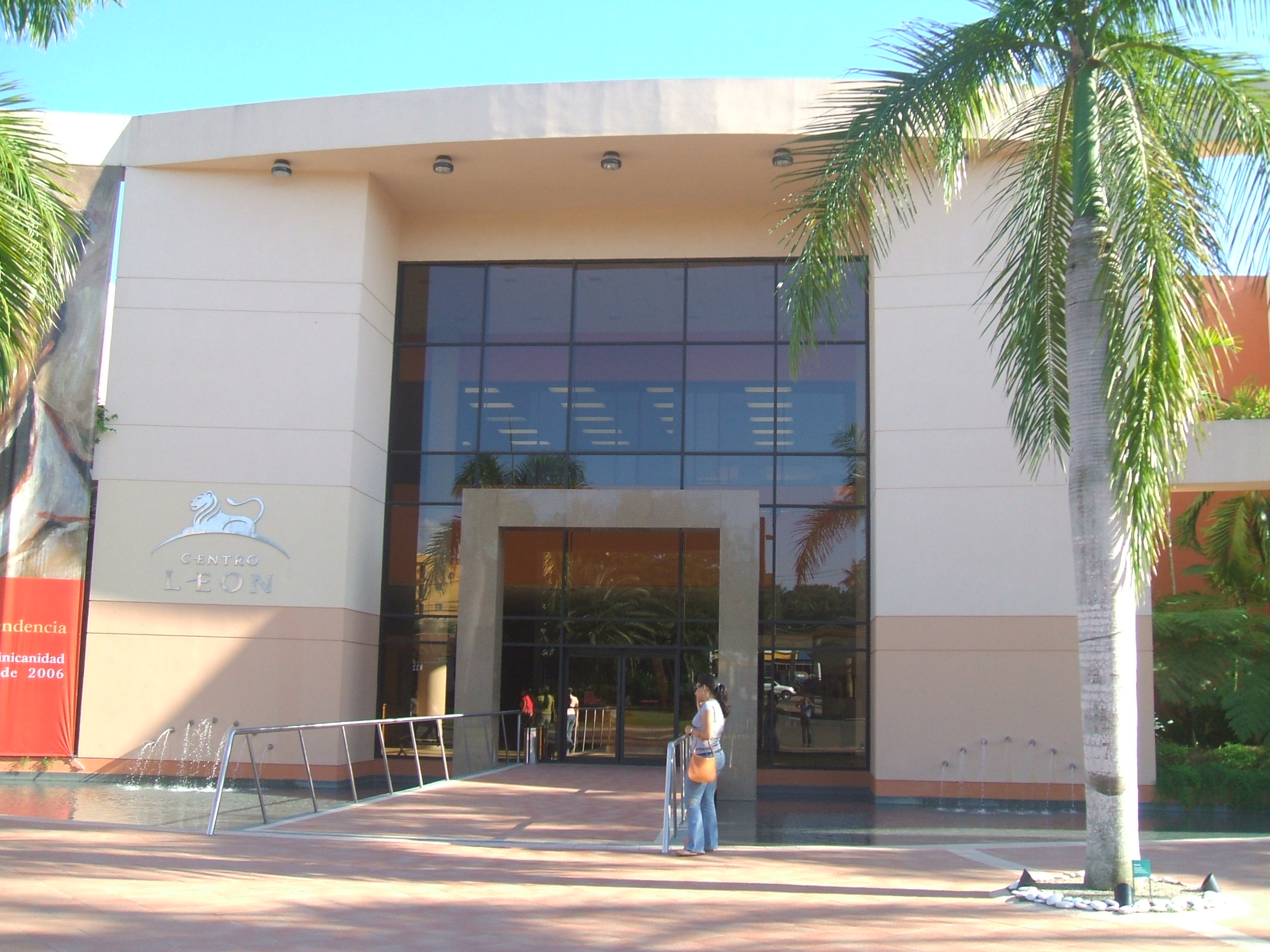
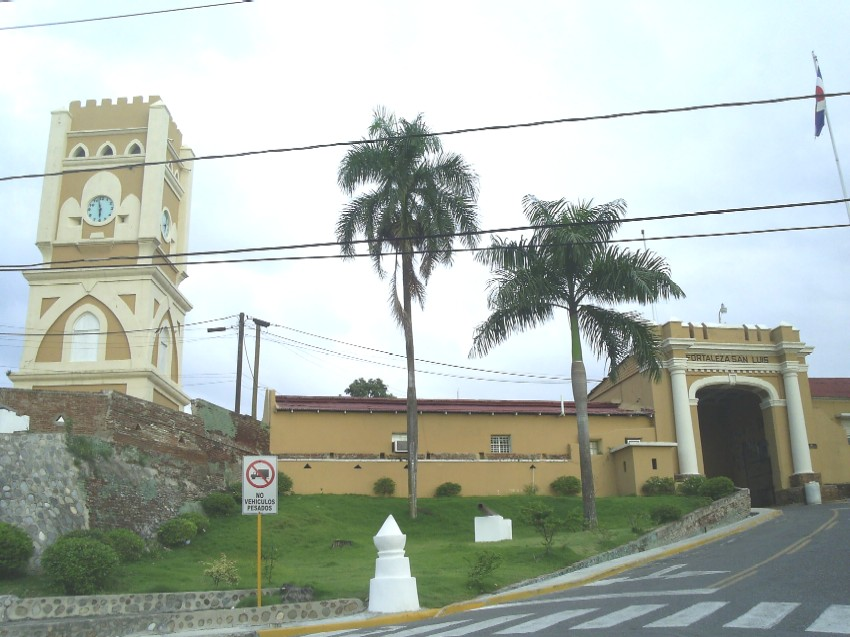
Фортеця Сан-Луїс